# 阿部謙作
阿部 謙作（あべ けんさく、1980年5月13日 - ）は、神奈川県出身の日本の元サッカー選手。現サッカー指導者。

## 来歴
甲府のマッチデイプログラム「ヴァンすぽ!」3号（2003年4月9日発行）のインタビューコーナーで、10歳頃からサッカーを始め、16歳頃にプロ選手になろうと考えたと答えている。
高校時代、U-16アジア選手権に出場。2003年に大学No.1GKの肩書きとともにヴァンフォーレ甲府に入団。松永英機監督の下、鶴田達也からレギュラーの座を奪取する。一見派手なスーパーセーブこそ少ないが、的確な判断とミスの少ない安定したプレーが特徴の堅実な選手で、素早く正確なスローによるフィードも特徴のひとつであった。
2005年に松永がヴィッセル神戸の監督に就任すると、連れられる形で神戸へ期限付き移籍した。神戸でのリーグ戦出場機会がないまま（ナビスコカップ1試合に出場）、松永が成績不振を理由に解任されると、同年のシーズン途中に甲府に復帰。この時期の甲府は守備に落ち着きが無く、順位も伸び悩んでいた。阿部は再び鶴田からレギュラーを奪取すると、持ち前のコーチングによって甲府守備陣を引き締め、甲府のJ1昇格に貢献。昇格後も正GKとして活躍。2006年はチームのJ1残留に一役買った。
2006年の浦和レッドダイヤモンズ戦で1試合でワシントンの2本のPKを止めた。これはJリーグタイ記録。
しかし、2007年第14節ジュビロ磐田戦での負傷交代から調子を落とし始め、復帰後の第29節ガンバ大阪戦で0-5の大敗を機に鶴田にポジションを奪われた。2008年にはモンテディオ山形からレンタル移籍の桜井繁にポジションを奪われた。秋頃になると桜井の不振もあり正GKの座を奪い返したが、2009年にはベガルタ仙台に移籍した桜井と入れ替わる形で神戸からレンタル移籍した荻晃太にポジションだけでなく背番号1まで奪われ、ベンチを温める日々が続いた。
チームが昇格争いを演じる中、ゴールを守っていた荻が負傷したため10月に出番が回ってきたが、精彩を欠き、シーズン終了後に現役引退。その後教員として藤枝明誠高等学校に赴任している。
2023年より藤枝MYFCトップチームのGKコーチに就任。

## 所属クラブ
- 東海大学第一高等学校（現東海大学付属静岡翔洋高等学校）
- 筑波大学
- 2003年 - 2009年 ヴァンフォーレ甲府
  - 2005年 - 同年8月 ヴィッセル神戸（期限付き移籍）

## 個人成績
| 国内大会個人成績 | 国内大会個人成績 | 国内大会個人成績 | 国内大会個人成績 | 国内大会個人成績 | 国内大会個人成績 | 国内大会個人成績 | 国内大会個人成績 | 国内大会個人成績 | 国内大会個人成績 | 国内大会個人成績 | 国内大会個人成績 |
| 年度             | クラブ           | 背番号           | リーグ           | リーグ戦         | リーグ戦         | リーグ杯         | リーグ杯         | オープン杯       | オープン杯       | 期間通算         | 期間通算         |
| 年度             | クラブ           | 背番号           | リーグ           | 出場             | 得点             | 出場             | 得点             | 出場             | 得点             | 出場             | 得点             |
| 日本             | 日本             | 日本             | 日本             | リーグ戦         | リーグ戦         | リーグ杯         | リーグ杯         | 天皇杯           | 天皇杯           | 期間通算         | 期間通算         |
| ---------------- | ---------------- | ---------------- | ---------------- | ---------------- | ---------------- | ---------------- | ---------------- | ---------------- | ---------------- | ---------------- | ---------------- |
| 2002             | 筑波大           | 1                | -                | -                | -                | -                | -                | 1                | 0                | 1                | 0                |
| 2003             | 甲府             | 1                | J2               | 30               | 0                | -                | -                | 0                | 0                | 30               | 0                |
| 2004             | 甲府             | 1                | J2               | 39               | 0                | -                | -                | 2                | 0                | 41               | 0                |
| 2005             | 神戸             | 30               | J1               | 0                | 0                | 1                | 0                | -                | -                | 1                | 0                |
| 2005             | 甲府             | 34               | J2               | 18               | 0                | -                | -                | 2                | 0                | 20               | 0                |
| 2006             | 甲府             | 1                | J1               | 30               | 0                | 6                | 0                | 3                | 0                | 39               | 0                |
| 2007             | 甲府             | 1                | J1               | 19               | 0                | 5                | 0                | 0                | 0                | 24               | 0                |
| 2008             | 甲府             | 1                | J2               | 12               | 0                | -                | -                | 2                | 0                | 14               | 0                |
| 2009             | 甲府             | 34               | J2               | 7                | 0                | -                | -                | 3                | 0                | 10               | 0                |
| 通算             | 日本             | 日本             | J1               | 49               | 0                | 12               | 0                | 3                | 0                | 64               | 0                |
| 通算             | 日本             | 日本             | J2               | 106              | 0                | -                | -                | 9                | 0                | 115              | 0                |
| 通算             | 日本             | 日本             | 他               | -                | -                | -                | -                | 1                | 0                | 1                | 0                |
| 総通算           | 総通算           | 総通算           | 総通算           | 155              | 0                | 12               | 0                | 13               | 0                | 180              | 0                |

- Jリーグ初出場 - 2003年3月15日 J2 第1節 対サガン鳥栖戦（小瀬）

その他の公式戦
- 2005年 J1・J2入れ替え戦（対柏レイソル戦）：2試合0得点

## 指導歴
- 藤枝明誠高校サッカー部
- 東京国際大学
- 藤枝明誠SC
- 2023年 - 藤枝MYFC GKコーチ